# Абашевская культура
Аба́шевская культу́ра — археологическая культура бронзового века второй половины 3 тыс. до н. э. и начала 2 тыс. до н. э. (по радиоуглеродным образцам 2140–1740 гг. до н. э.) на территории европейской части России от Калужской области до юга Башкортостана. Культура получила своё название от наименования села Абашево (Чувашия), где в 1925 году впервые были найдены её курганы.
По модели А. Д. Пряхина в абашевскую культурно-историческую общность включаются доно-волжская абашевская культура, средневолжская абашевская культура и южноуральская абашевская культура. Памятники с абашевскими чертами, расположенные в Верхнем Поволжье и Волго-Окском междуречье, относят к средневолжской абашевской культуре, памятники Украины — к доно-волжской абашевской культуре, памятники Зауралья — к южноуральской абашевской культуре.

## Локализация
Археологические объекты абашевской культуры обнаружены на территории Чувашии (собственно село Абашево), Марий Эл, Башкортостана, а также Воронежской и Липецкой областей.

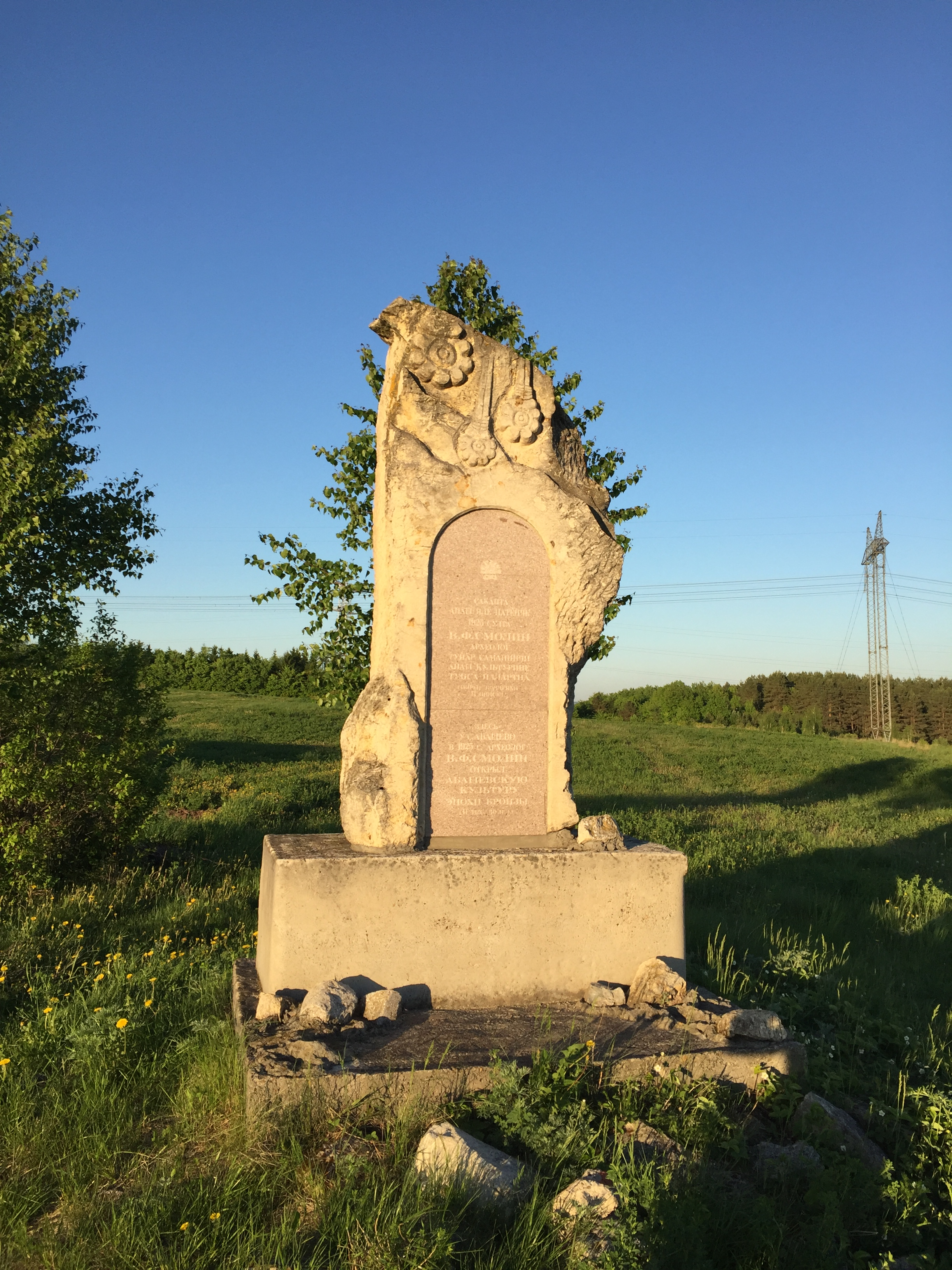
Памятник Абашевской культуре в с. Абашево.

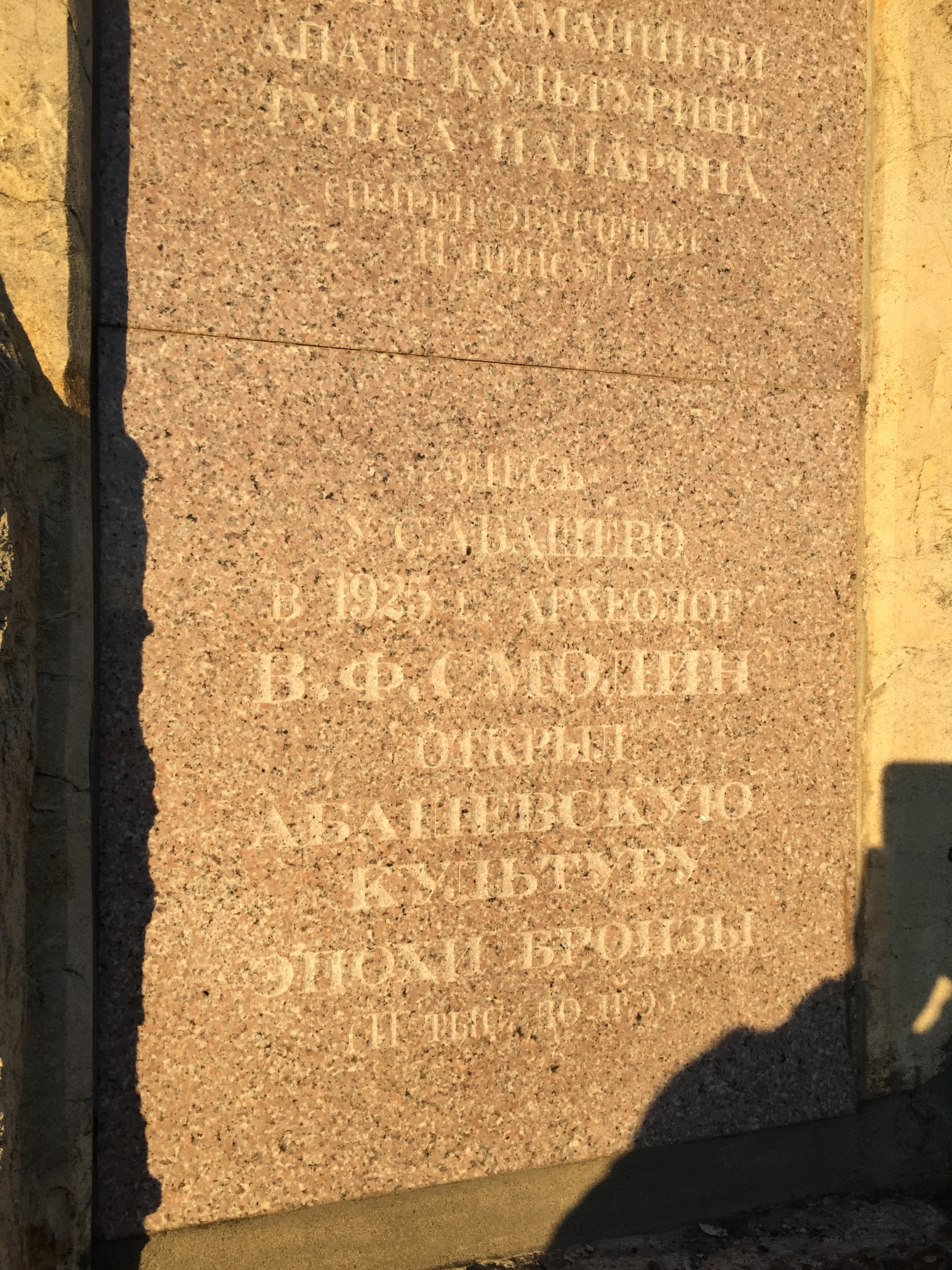

Наиболее западный памятник-курган открыт в бассейне Верхней Оки, в местности «Михайлова Гора» близ с. Огубь Малоярославского района Калужской области. Большая группа курганов обследована в Верхнем Поволжье, у Плещеева озера в районе Переславля-Залесского. В 1939 г. 3 кургана этой группы раскопаны П. Н. Третьяковым, в них были найдены абашевская керамика и украшения. Южный район распространения абашевских могильников охватывает современную Воронежскую область. На Южном Урале открыты селища абашевцев.
В 1951 г. К. В. Сальников исследовал поселение Баланбаш, открытое ещё в 1934 г. В 1948–1950 гг. им раскопаны Малокизильское поселение и остатки погребения, давшие абашевский материал, в котором прослеживаются аналогии с андроновскими и срубными вещами. В 1951 г. в бассейне р. Белой К. В. Сальников открыл ряд селищ с керамикой баланбашского типа (Уняк, Салихово, Ахмерево), относящихся к позднему этапу абашевской культуры.
Таким образом, абашевские племена занимали обширную территорию, охватывающую Верхнее и Среднее Поволжье, Прикамье и Южный Урал, современные республики Чувашия, Марий Эл, Татарстан, Башкортостан, Пермский край, Кировскую, Ульяновскую, Самарскую, Липецкую и Воронежскую области. В этих областях выявлены многочисленные курганные группы, в восточной части ареала, на Южном Урале, расположены позднеабашевские поселения. Абашевцы занимали всю эту территорию не сплошным массивом. Основные группы памятников абашевской культуры сосредоточены на территории Среднего Поволжья — в бассейне рек Илети, Цивиля, Свияги, низовьях Камы.

## Происхождение
По мнению некоторых исследователей, абашевская культура, как и фатьяновская культура, по своему происхождению связана с среднеднепровской культурой.
В настоящее время существует ряд гипотез о происхождении абашевской культуры. О. Н. Бадер утверждал, что абашевская культура была преемственно связана с фатьяновскими памятниками. Впоследствии он отошёл от этой точки зрения, считая, что генетическая связь между балановскими и абашевскими культурами маловероятна.
По мнению О. А. Кривцовой-Граковой, абашевскую культуру с фатьяновской роднит не только сходство формы орнамента сосудов, но и способ захоронения покойников в грунтовых ямах, заложенных сверху настилом. Абашевские топоры, как установила О. В. Кузьмина, являются развитием топоров фатьяновского типа.
А. П. Смирнов, Н. Ф. Калинин, К. В. Сальников и другие археологи указывают на генеалогическую связь абашевцев с балановцами. Е. Е. Кузьмина указывает что вероятна принадлежность абашевской культуры к широкому кругу культур шнуровой керамики.
Балановские племена составляли, по-видимому, один из компонентов формирования абашевской этнокультурной общности. Совпадение территории распространения памятников культур балановцев и абашевцев, однотипных орудий и украшений (медные наконечники копий со свёрнутой втулкой, височные кольца из меди, бронзовые пронизи, вислообушные топоры и др.), сходство орнаментации (расположение узоров зонами, разделёнными линиями, общие элементы орнамента — ромб, треугольник, зигзаг, прямоугольник, вертикальные полотнища, спускающиеся на стенки сосуда и др.); сходные черты погребального обряда (захоронения в скорченном положении в грунтовых ямах), преемственное развитие скотоводческого и земледельческого хозяйства и т. д. — все эти параллели достаточно убедительно говорят о генетических связях абашевцев с балановцами, между которыми существовали тесные культурные связи. Не случайно позднебалановские памятники сосуществовали с абашевскими могильниками (Тохмеевский могильник и Шоркинское поселение, Абашевский могильник и Абашевское поселение хуласючского времени и т. д.).
П. П. Ефименко и П. Н. Третьяков ищут истоки абашевской культуры в Среднем Поднепровье, где в начале 3-го тысячелетия до н. э. получили распространение колоколовидные, реберчатые и цилиндрические сосуды с примесью раковины орнаментированные ямками, шахматным и метопическим узором.
Н. Я. Мерперт отрицает наличие генетической связи абашевской культуры со среднеднепровской, предполагая существование общей основы для них обеих, восходящей к энеолитическому массиву Поднепровья. Г. Веконь связывает происхождение абашевцев со среднестоговской культурой.
Абашевцев относят к индоиранской ветви индоевропейской семьи.

## Керамика и металлургия
В курганах открыты захоронения с орнаментированной глиняной посудой, медными и серебряными украшениями. Они умели изготовлять колесницы.

## Погребальный обряд
Погребальный обряд, являющийся одним из определяющих признаков археологической культуры, у абашевцев был весьма устойчив. Костяки лежали, как правило, на спине с подогнутыми ногами. Во время погребения ноги, по-видимому, были подтянуты пятками к тазу и стояли коленями вверх. Руки согнуты в локтях, кистями лежали на груди и тазовых костях, а иногда положены на плечи, редко вытянуты вдоль тела. Встречаются скорченные на левом и правом боку (Абашево, Васюковский могильник), а также вытянутые на спине (Абашево, Катергино). В большинстве своём покойники ориентированы головой на юго-восток и восток, в единичных случаях — на северо-восток и северо-запад, очень редко встречается южная ориентировка.
Могильные ямы обычно имеют прямоугольную форму размером в среднем 1,5×0,8 м, редко встречаются большие могилы (2х1,5 м, глубина ям колеблется от 0,35 до 0,9 м ко дну. Дно выстилали берестой, иногда покрывали дерево песком или слоем извести. Стенки могильных ям обкладывали деревом или обмазывали глиной (Катергино). В некоторых случаях внутрь овальной формы могильной ямы вставляли прямоугольную деревянную камеру размером 1,75×0,75 м (Тебикасы).
В заполнении могильных ям встречаются угольки и зола, под курганной насыпью прослеживаются остатки кострищ. Из этих поминальных костров, разложенных около могил, брали угольки для совершения погребального ритуала. Огонь служил символом очищения покойного при переходе в другой мир. Могилы перекрывали деревом и оставляли без насыпи, как курганные захоронения. Впоследствии над могилами насыпали общий курган. Под одним курганом находятся один-два погребения, редко были коллективные могилы. Высота курганов обычно составляет 0,8-1,2 м. На правом побережье Волги могильники насчитывают несколько десятков курганов (Таушкасы, Пикшики), в Тохмеевском могильнике — 50 курганов.
Выделяются аристократические (элитные) погребения, такие как Кондрашкинский курган (Воронежская область), Селезни-2 (Тамбовская область) и др.

## Антропология
Исследовано лишь две выборки черепов носителей абашевской культуры: из Пепкинского кургана в Чувашии и волго-уральская. Ближайшими аналогиями абашевцам являются выборки черепов эпох энеолита и бронзы из степной и лесостепной зоны Восточной Европы, в том числе ямной, фатьяновской и балановской культур. Данные краниологии противоречат археологической гипотезе об участии населения культуры колоколовидных кубков в сложении средневолжской абашевской культуры.